# Parytchy
Parytchy (en biélorusse : Парычы) ou Paryčy (en alphabet łacinka) est une commune urbaine de la voblast de Homiel ou oblast de Gomel, en Biélorussie. Sa population s'élevait à 1 816 habitants en 2017.

## Géographie
Paryčy est arrosée par la Bérézina et située à 29 km au nord-ouest de Svetlahorsk, à 40 km au sud-est de Babrouïsk et à 114 km au nord-ouest de Homiel ou Gomel.

## Histoire
La première mention de Paryčy remonte à 1639 : c'était un village de la starost de Babrouïsk, dans la powiat de Retchytsa, voïvodie de Minsk du grand-duché de Lituanie. Paryčy fut cédé à l'Empire russe à l'occasion de la deuxième partition de la Pologne, en 1793, et fit alors partie de l'ouiezd de Babrouïsk du gouvernement de Minsk. Pendant la guerre de 1812 contre la Grande Armée de Napoléon, des combats y eurent lieu et un régiment de cavalerie française y stationna quelque temps. Au XIXe siècle, le village diversifia ses activités : une raffinerie de sucre et une fabrique de cordes y furent construits. Le 25 mars 1918, Paryčy intégra la République populaire biélorusse puis le 1er janvier 1919 la république socialiste soviétique de Biélorussie. Elle fut rattachée à la république socialiste soviétique de Lituanie du 27 février 1919 au 31 juillet 1920 puis retourna à la RSS de Biélorussie. Le 17 juillet 1924, Paryčy devint le centre administratif d'un raïon de l'okroug de Babrouïsk, qui fut supprimé le 26 juillet 1930. Le raïon fut ensuite directement rattaché à la RSS de Biélorussie, mais le 20 février 1938, les oblasts — ou voblasts en biélorusse — furent rétablies et le raïon de Paryčy fut rattaché à la nouvelle voblast de Babrouïsk. Le 27 septembre 1938, le village fut élevé au statut de commune urbaine. Pendant la Seconde Guerre mondiale, Paryčy fut d'abord occupée par la Wehrmacht le 5 juillet 1941 puis reprise par l'Armée rouge qui réussit à la conserver jusqu'à la fin du mois de juillet. La population juive de Paryčy, soit environ 1 700 personnes, fut exterminée pendant l'occupation. Le 18 octobre 1941, 872 personnes furent massacrées près de la ville. La région connut une importante activité des partisans durant l'occupation nazie. Paryčy fut libérée le 26 juin 1944.

## Population
Recensements (*) ou estimations de la population :
| 1897* | 1908  | 1923* | 1926* | 1939* | 1959* | 1970* | 1979* |
| ----- | ----- | ----- | ----- | ----- | ----- | ----- | ----- |
| 3 884 | 4 485 | 3 932 | 3 548 | 3 700 | 2 167 | 2 487 | 2 918 |

| 1989* | 1999* | 2009* | 2013  | 2014  | 2015  | 2016  | 2017  |
| ----- | ----- | ----- | ----- | ----- | ----- | ----- | ----- |
| 3 019 | 2 800 | 2 109 | 1 917 | 1 874 | 1 853 | 1 833 | 1 816 |